# Jygri
Albums de Gåte
- Iselilja
(2004)
Singles
1. Bendik og Årolilja
Sortie : 2002
2. Til deg
Sortie : 2002
3. Kara tu omna
Sortie : 2002

Jygri est le premier album du groupe norvégien Gåte paru en 2002. Il est produit par Alex Møklebust, mixé par Sveinung Sundli et enregistré chez Athletic Sound à Halden en 2002. Il est édité par la société Warner Elektra Atlantic (WEA). L'album connaît différentes éditions,,,,,,.

## Composition
L'album se compose de douze titres. Paroles et musiques sont créditées en général comme œuvres   traditionnelles, réarrangée par Gåte. Toutefois, les titres Stenged dør (« porte close ») et Til deg (« à ton attention ») sont inspirés des poèmes d'Astrid Krog Halse, sur des textes adaptés en chansons par Gunnhild Sundli et des musiques composées par Sveinung Sundli.
L'édition 2003 contient, pour la première fois, en bonus un second CD comprenant quatre titres : 2.1 Statt Opp (Maggeduliadei) (« Lève-toi (Maggeduliadei) »), 2.2 Til deg , 2.3 Bendik og Årolilja (« Bendik et Årolilja ») et 2.4 Litle Fuglen (« le petit oiseau »). Il s'agit de l'EP Statt Opp (Maggeduliadei). Des éditions ultérieures (2004, 2008 et 2018) incluent ce second disque.

## Éditions
Fort de son succès, l'album connaît différentes rééditions, à savoir : 
- 2002 : l'édition promotionnelle, contenant les douze titres de l'édition standard, parue chez WEA[3]
- 2002 : l'édition standard, avec ses douze titres, parue chez WEA[2]
- 2003 : l'édition avec un second CD bonus, contenant les quatre titres de l'EP Statt Opp (Maggeduliadei), parue chez WEA[4].
- 2004 : l'édition limitée, en double CD avec l'EP Statt Opp (Maggeduliadei)[5].
- 2008 : les rééditions de l'édition limitée en double CD avec l'EP Statt Opp (Maggeduliadei), versions grise[6] et cristal[7], parues chez Panorama Records.
- 2018 :  la réédition de l'édition limitée en double vinyle avec l'EP Statt Opp (Maggeduliadei) parue chez Panorama Records [8].

## Liste des chansons
| 1.    | Bendik og Årolilja      | 4:41 |
| 2.    | Snåle mi jente          | 4:35 |
| 3.    | Til deg                 | 3:35 |
| 4.    | Springleik              | 3:16 |
| 5.    | Stengd dør              | 4:33 |
| 6.    | Kara tu omna            | 3:45 |
| 7.    | Jygri                   | 0:56 |
| 8.    | Bruremarsj frå Jämtland | 5:40 |
| 9.    | Skrømt                  | 4:07 |
| 10.   | Inga Litimor            | 4:22 |
| 11.   | Margit Hjukse           | 8:54 |
| 12.   | Solbønn                 | 3:05 |
| 51;13 |                         |      |

## Singles
Les singles extraits de l'album Jygri sont :
- 2002 : Bendik og Årolilja[9]
- 2002 : Til deg[10]
- 2002 : Kara tu omna[11]

## Crédits

### Membres du groupe
- Gunnhild E. Sundli : chant, violon traditionnel
- Sveinung Sundli : violon, claviers, mixage
- Martin V. Langlie : batterie, percussions
- Magnus R. Børmark : guitare, synthétiseur

- Gjermund Landrø : basse, guitare

### Équipe additionnelle
- Alex Møklebust : mixage, programmation, production
- Torgunn Sundli : Chant (piste 2. Snåle mi jente)
- Gustav Hylén :  flûte (piste 2. Snåle mi jente), technique
- Kjell Erik Eriksson : violon traditionnel (piste 8 Bruremarsj frå Jämtland)
- Lasse Sörlin : violon traditionnel (piste 8 Bruremarsj frå Jämtland)
- Peter Roos : violon traditionnel (piste 8 Bruremarsj frå Jämtland)
- Thomas Henriksen : programmation
- Magnus Rakeng : reprise
- Espen Berg : masterisation
- Kai Andersen : technique
- Pär Svensson : technique
- Kim Ramberghaug : photographie
- Toril Johannesen : photographie

## Classement
L'album passe un total de 23 semaines dans le classement de la VG-list entre 2002 et 2003, où il occupe une semaine la 1re place comme meilleure position.

## Distinctions
Sorti un mois seulement après l'EP Gåte, Jygri, premier album de Gåte, passe directement à la première place. Gåte est nommé dans la catégorie rock pour l'Alarmpris et remporte le  prix Spellemann du nouveau venu de l'année. Le groupe trøndersk reçoit également le prix Prøysen pour « les efforts exceptionnels en matière de musique, d'arts visuels ou de poésie dans les genres associés à Prøysen lui-même ». Début 2004, le premier album Jygri dépasse les 40 000 ventes et le groupe  reçoit une certification de platine pour son premier album.